# Music of Mass Destruction
Music of Mass Destruction è un album dal vivo della thrash metal statunitense Anthrax, pubblicato nel 2004 dalla Sanctuary Records.

## Edizioni
Uscito nel formato CD + DVD, sull'edizione in CD mancano alcune tracce presenti nel DVD. Che, inoltre, contiene un dietro le quinte del concerto.

## Tracce

### CD
1. What Doesn't Die
2. Got the Time
3. Caught in a Mosh
4. Safe Home
5. Room for One More
6. Antisocial
7. Nobody Knows Anything
8. Fueled
9. Inside Out
10. Refuse to Be Denied
11. I Am the Law
12. Only

### DVD
1. What Doesn't Die
2. Got the Time
3. Caught in a Mosh
4. Safe Home
5. Room for One More
6. Antisocial
7. Nobody Knows Anything
8. Belly of the Beast
9. Inside Out
10. Refuse to Be Denied
11. 604
12. I Am the Law
13. Only
14. Be All, End All
15. Indians
16. Bring the Noise
17. Fueled
18. Metal Thrashing Mad

## Formazione
- John Bush (voce)
- Rob Caggiano (chitarra)
- Scott Ian (chitarra)
- Frank Bello (basso)
- Charlie Benante (batteria)